# Joaquim Silva
Joaquim Ricardo Silva Soares (Penafiel, 19 de marzo de 1992) es un ciclista portugués, miembro del equipo Efapel Cycling.

## Palmarés
2023
- 3.º en el Campeonato de Portugal Contrarreloj